# Posłowie na Sejm Rzeczypospolitej Polskiej V kadencji (2005–2007)
Posłowie na Sejm Rzeczypospolitej Polskiej V kadencji – posłowie wybrani podczas wyborów parlamentarnych, które odbyły się w dniu 25 września 2005.
Pierwsze posiedzenie odbyło się 19 października 2005, a ostatnie, 48. – 19 września 2007. Kadencja Sejmu trwała od 19 października 2005 do 4 listopada 2007. Pierwotnie miała upłynąć pomiędzy 21 września 2009 a 16 listopada 2009, jednak została skrócona na mocy uchwały Sejmu z 7 września 2007.
Kluby i koła na pierwszym posiedzeniu Sejmu V kadencji i stan na koniec kadencji.
| \| Ugrupowanie polityczne \| Ugrupowanie polityczne \| X 2005 \| XI 2007 \| +/– \| \| ---------------------- \| ---------------------------- \| ------ \| ------- \| --- \| \| \| Prawo i Sprawiedliwość \| 155 \| 151 \| 4 \| \| \| Platforma Obywatelska \| 133 \| 131 \| 2 \| \| \| Samoobrona \| 56 \| 41 \| 15 \| \| \| Sojusz Lewicy Demokratycznej \| 55 \| 55 \| \| \| \| Liga Polskich Rodzin \| 34 \| 29 \| 5 \| \| \| Polskie Stronnictwo Ludowe \| 25 \| 27 \| 2 \| \| \| Ruch Ludowo-Narodowy[a] \| – \| 7 \| – \| \| \| Prawica Rzeczypospolitej[b] \| – \| 6 \| – \| \| \| Posłowie niezrzeszeni[c] \| 2 \| 13 \| 11 \| \| \| \| 460 \| \| \| | Podział 460 mandatów: SLD: 55 Samoobrona: 56 PSL: 25 PO: 133 PiS: 155 LPR: 34 Niezrz.: 2 |        |         |     |
| Ugrupowanie polityczne | Ugrupowanie polityczne                                                                   | X 2005 | XI 2007 | +/– |
| | Prawo i Sprawiedliwość                                                                   | 155    | 151     | 4   |
| | Platforma Obywatelska                                                                    | 133    | 131     | 2   |
| | Samoobrona                                                                               | 56     | 41      | 15  |
| | Sojusz Lewicy Demokratycznej                                                             | 55     | 55      |     |
| | Liga Polskich Rodzin                                                                     | 34     | 29      | 5   |
| | Polskie Stronnictwo Ludowe                                                               | 25     | 27      | 2   |
| | Ruch Ludowo-Narodowy                                                                     | –      | 7       | –   |
| | Prawica Rzeczypospolitej                                                                 | –      | 6       | –   |
| | Posłowie niezrzeszeni                                                                    | 2      | 13      | 11  |
| |                                                                                          | 460    |         |     |

## Prezydium Sejmu V kadencji
| Poseł                                                               | Poseł                | Funkcja             | Klub/Koło                               | Czas pełnienia funkcji    | Czas pełnienia funkcji    |
| Poseł                                                               | Poseł                | Funkcja             | Klub/Koło                               | Od                        | Do                        |
| ------------------------------------------------------------------- | -------------------- | ------------------- | --------------------------------------- | ------------------------- | ------------------------- |
|                                                                     | Józef Zych           | Marszałek senior    | KP Polskiego Stronnictwa Ludowego       | 19 października 2005(dts) | 26 października 2005(dts) |
| Marszałek senior przewodniczy obradom Sejmu przed wyborem Prezydium |                      |                     |                                         |                           |                           |
|                                                                     | Marek Jurek          | Marszałek Sejmu     | KP Prawica Rzeczypospolitej             | 26 października 2005(dts) | 27 kwietnia 2007(dts)     |
|                                                                     | Jarosław Kalinowski  | Wicemarszałek Sejmu | KP Polskiego Stronnictwa Ludowego       | 26 października 2005(dts) | 4 listopada 2007(dts)     |
|                                                                     | Bronisław Komorowski | Wicemarszałek Sejmu | KP Platforma Obywatelska                | 26 października 2005(dts) | 4 listopada 2007(dts)     |
|                                                                     | Marek Kotlinowski    | Wicemarszałek Sejmu | KP Liga Polskich Rodzin                 | 26 października 2005(dts) | 27 października 2006(dts) |
|                                                                     | Andrzej Lepper       | Wicemarszałek Sejmu | KP Samoobrona Rzeczypospolitej Polskiej | 26 października 2005(dts) | 9 maja 2006(dts)          |
|                                                                     | Wojciech Olejniczak  | Wicemarszałek Sejmu | KP Sojusz Lewicy Demokratycznej         | 26 października 2005(dts) | 4 listopada 2007(dts)     |
|                                                                     | Genowefa Wiśniowska  | Wicemarszałek Sejmu | KP Samoobrona Rzeczypospolitej Polskiej | 9 maja 2006(dts)          | 4 listopada 2007(dts)     |
|                                                                     | Janusz Dobrosz       | Wicemarszałek Sejmu | KP Liga Polskich Rodzin                 | 16 listopada 2006(dts)    | 4 listopada 2007(dts)     |
|                                                                     | Ludwik Dorn          | Marszałek Sejmu     | KP Prawo i Sprawiedliwość               | 27 kwietnia 2007(dts)     | 4 listopada 2007(dts)     |

## Przynależność klubowa

### Stan na koniec kadencji
Posłowie V kadencji zrzeszeni byli w następujących klubach i kołach:
- Klub Parlamentarny Prawo i Sprawiedliwość – 151 posłów, przewodniczący klubu Marek Kuchciński[2],
- Klub Parlamentarny Platforma Obywatelska – 131 posłów, przewodniczący klubu Bogdan Zdrojewski[2],
- Klub Parlamentarny Sojuszu Lewicy Demokratycznej – 55 posłów, przewodniczący klubu Jerzy Szmajdziński[2],
- Klub Parlamentarny Samoobrona Rzeczypospolitej Polskiej – 41 posłów, pełniący obowiązki przewodniczącego klubu Krzysztof Sikora[2],
- Klub Parlamentarny Liga Polskich Rodzin – 29 posłów, przewodniczący klubu Szymon Pawłowski[2],
- Klub Poselski Polskiego Stronnictwa Ludowego – 27 posłów, przewodniczący klubu Waldemar Pawlak[2],
- Koło Poselskie Ruch Ludowo-Narodowy – 7 posłów, przewodniczący koła Bogusław Kowalski[2],
- Koło Poselskie Prawica Rzeczypospolitej – 6 posłów, przewodniczący koła Marek Jurek[2],
- Posłowie niezrzeszeni – 13 posłów[2].

Przedstawicieli w Sejmie także Koła Poselskie Koło Posłów Bezpartyjnych, Narodowe Koło Parlamentarne i Ruch Ludowo-Chrześcijański.
| Klub Parlamentarny Prawo i Sprawiedliwość | Klub Parlamentarny Prawo i Sprawiedliwość | Klub Parlamentarny Prawo i Sprawiedliwość | Klub Parlamentarny Prawo i Sprawiedliwość |
| --- | --- | --- | --- |
| | | | |
| - Andrzej Adamczyk - Waldemar Andzel - Iwona Arent - Marek Ast - Jerzy Bielecki - Jacek Bogucki - Bogusław Bosak - Joachim Brudziński - Teresa Ceglecka-Zielonka - Józef Cepil - Aleksander Chłopek - Zbigniew Chmielowiec - Daniela Chrapkiewicz - Piotr Cybulski - Tadeusz Cymański - Krzysztof Czarnecki - Witold Czarnecki - Arkadiusz Czartoryski - Edward Czesak - Andrzej Ćwierz - Andrzej Dera - Leszek Dobrzyński - Zbigniew Dolata - Ludwik Dorn - Tomasz Dudziński - Jacek Falfus - Karolina Gajewska - Zbigniew Girzyński - Szymon Giżyński - Mieczysław Golba - Marian Goliński - Kazimierz Gołojuch - Małgorzata Gosiewska - Jerzy Gosiewski - Przemysław Gosiewski - Artur Górski - Tomasz Górski - Kazimierz Gwiazdowski | - Czesław Hoc - Adam Hofman - Michał Jach - Dawid Jackiewicz - Jarosław Jagiełło - Grzegorz Janik - Wojciech Jasiński - Jędrzej Jędrych - Krzysztof Jurgiel - Jarosław Kaczyński - Lucjan Karasiewicz - Karol Karski - Beata Kempa - Wiesław Kilian - Izabela Kloc - Sławomir Kłosowski - Lech Kołakowski - Robert Kołakowski - Jacek Kościelniak - Paweł Kowal - Henryk Kowalczyk - Zbigniew Kozak - Maks Kraczkowski - Leonard Krasulski - Piotr Krzywicki - Marek Kuchciński - Jacek Kurski - Tomasz Latos - Jan Libicki - Krzysztof Lipiec - Adam Lipiński - Andrzej Liss - Alojzy Lysko - Marek Łatas - Krzysztof Maciejewski - Marzena Machałek - Tadeusz Madziarczyk - Ewa Malik | - Barbara Marianowska - Tomasz Markowski - Mirosława Masłowska - Jerzy Materna - Marek Matuszewski - Kazimierz Matuszny - Beata Mazurek - Krzysztof Michałkiewicz - Krzysztof Mikuła - Henryk Młynarczyk - Wojciech Mojzesowicz - Halina Molka - Kazimierz Moskal - Arkadiusz Mularczyk - Aleksandra Natalli-Świat - Maria Nowak - Halina Olendzka - Dariusz Olszewski - Jan Ołdakowski - Marek Opioła - Stanisław Ożóg - Anna Pakuła-Sacharczuk - Anna Paluch - Robert Pantera - Bolesław Piecha - Stanisław Pięta - Tadeusz Plawgo - Jerzy Polaczek - Marek Polak - Paweł Poncyljusz - Adam Rogacki - Giovanni Roman - Andrzej Ruciński - Jarosław Rusiecki - Monika Ryniak - Małgorzata Sadurska - Dariusz Seliga - Jarosław Sellin | - Edward Siarka - Jarosław Stawiarski - Małgorzata Stryjska - Marek Surmacz - Marek Suski - Wojciech Szarama - Jolanta Szczypińska - Andrzej Szlachta - Bartłomiej Szrajber - Stanisław Szwed - Beata Szydło - Jan Szyszko - Witold Śmiałek - Krzysztof Tchórzewski - Grzegorz Tobiszowski - Jacek Tomczak - Kazimierz Ujazdowski - Mieczysław Walkiewicz - Andrzej Walkowiak - Zbigniew Wassermann - Ryszard Wawryniewicz - Waldemar Wiązowski - Jadwiga Wiśniewska - Tadeusz Wita - Elżbieta Witek - Michał Wojtkiewicz - Tadeusz Woźniak - Michał Wójcik - Marzena Wróbel - Stanisław Zając - Paweł Zalewski - Sławomir Zawiślak - Łukasz Zbonikowski - Jarosław Zieliński - Zbigniew Ziobro - Maria Zuba - Jarosław Żaczek |
| Klub Parlamentarny Platforma Obywatelska | | | |
| | | | |
| - Łukasz Abgarowicz - Robert Ambroziewicz - Paweł Arndt - Urszula Augustyn - Tadeusz Aziewicz - Marek Biernacki - Andrzej Biernat - Józef Berger - Bogdan Bojko - Beata Bublewicz - Jerzy Budnik - Bożenna Bukiewicz - Zbigniew Chlebowski - Stanisław Chmielewski - Janusz Chwierut - Andrzej Czerwiński - Andrzej Czuma - Grzegorz Dolniak - Mirosław Drzewiecki - Jarosław Duda - Waldy Dzikowski - Joanna Fabisiak - Jerzy Fedorowicz - Arkady Fiedler - Krzysztof Gadowski - Andrzej Gałażewski - Stanisław Gawłowski - Tomasz Głogowski - Stanisław Gorczyca - Cezary Grabarczyk - Aleksander Grad - Paweł Graś - Rafał Grupiński                                                                                                  | - Krzysztof Grzegorek - Andrzej Gut-Mostowy - Andrzej Halicki - Jolanta Hibner - Stanisław Huskowski - Tadeusz Jarmuziewicz - Danuta Jazłowiecka - Sebastian Karpiniuk - Włodzimierz Karpiński - Małgorzata Kidawa-Błońska - Kazimierz Kleina - Józef Klim - Ryszard Knosala - Magdalena Kochan - Bronisław Komorowski - Ewa Kopacz - Domicela Kopaczewska - Tadeusz Kopeć - Leszek Korzeniowski - Roman Kosecki - Jerzy Kozdroń - Mirosław Koźlakiewicz - Jacek Krupa - Tomasz Kulesza - Stanisław Lamczyk - Tomasz Lenz - Dariusz Lipiński - Krzysztof Lisek - Arkadiusz Litwiński - Elżbieta Łukacijewska - Beata Małecka-Libera - Andrzej Markowiak - Konstanty Miodowicz           | - Aldona Młyńczak - Czesław Mroczek - Izabela Mrzygłocka - Rafał Muchacki - Sławomir Nitras - Sławomir Nowak - Tomasz Nowak - Stanisława Okularczyk - Alicja Olechowska - Paweł Olszewski - Zbigniew Pacelt - Janusz Palikot - Maria Pasło-Wiśniewska - Wojciech Picheta - Sławomir Piechota - Elżbieta Pierzchała - Danuta Pietraszewska - Teresa Piotrowska - Julia Pitera - Kazimierz Plocke - Damian Raczkowski - Elżbieta Radziszewska - Ireneusz Raś - Jan Rokita - Halina Rozpondek - Jakub Rutnicki - Arkadiusz Rybicki - Sławomir Rybicki - Zbigniew Rynasiewicz - Jan Rzymełka - Wojciech Saługa - Beata Sawicka - Grzegorz Schetyna                                                                                         | - Henryk Siedlaczek - Krystyna Skowrońska - Joanna Skrzydlewska - Andrzej Smirnow - Lidia Staroń - Michał Stuligrosz - Waldemar Szadny - Tomasz Szczypiński - Adam Szejnfeld - Jakub Szulc - Krystyna Szumilas - Iwona Śledzińska-Katarasińska - Paweł Śpiewak - Maciej Świątkowski - Jan Tomaka - Tomasz Tomczykiewicz - Donald Tusk - Robert Tyszkiewicz - Jarosław Urbaniak - Jarosław Wałęsa - Ewa Więckowska - Wojciech Wilk - Ewa Wolak - Marek Wójcik - Eugeniusz Wycisło - Jan Wyrowiński - Jadwiga Zakrzewska - Krzysztof Zaremba - Bogdan Zdrojewski - Anna Zielińska-Głębocka - Wojciech Ziemniak - Stanisław Żmijan                                                                                                |
| Klub Parlamentarny Sojuszu Lewicy Demokratycznej | | | |
| | | | |
| - Anita Błochowiak - Kazimierz Chrzanowski - Grażyna Ciemniak - Eugeniusz Czykwin - Piotr Gadzinowski - Tomasz Garbowski - Witold Gintowt-Dziewałtowski - Henryk Gołębiewski - Tadeusz Iwiński - Ewa Janik - Elżbieta Jankowska - Izabela Jaruga-Nowacka - Sławomir Jeneralski - Wiesław Jędrusik | - Ryszard Kalisz - Witold Klepacz - Jan Kochanowski - Janusz Krasoń - Grzegorz Kurczuk - Krystian Łuczak - Krystyna Łybacka - Wacław Martyniuk - Henryk Milcarz - Tadeusz Motowidło - Grzegorz Napieralski - Wojciech Olejniczak - Małgorzata Ostrowska - Artur Ostrowski | - Sylwester Pawłowski - Jacek Piechota - Katarzyna Piekarska - Stanisław Piosik - Wojciech Pomajda - Stanisława Prządka - Stanisław Rydzoń - Joanna Senyszyn - Szczepan Skomra - Stanisław Stec - Władysław Stępień - Włodzimierz Stępień - Marek Strzaliński - Wiesław Szczepański | - Jerzy Szmajdziński - Jan Szwarc - Jolanta Szymanek-Deresz - Michał Tober - Tadeusz Tomaszewski - Jerzy Wenderlich - Marek Wikiński - Bogusław Wontor - Grzegorz Woźny - Stanisław Wziątek - Zbyszek Zaborowski - Ryszard Zbrzyzny - Janusz Zemke |
| Klub Parlamentarny Samoobrona Rzeczypospolitej Polskiej | | | |
| | | | |
| - Mieczysław Aszkiełowicz - Renata Beger - Bolesław Borysiuk - Hubert Costa - Krzysztof Filipek - Zofia Grabczan - Andrzej Grzesik - Alina Gut - Danuta Hojarska - Edward Kiedos - Grzegorz Kołacz | - Lech Kuropatwiński - Andrzej Lepper - Sandra Lewandowska - Czesław Litwin - Jan Łączny - Wanda Łyżwińska - Stanisław Łyżwiński - Janusz Maksymiuk - Rajmund Moric - Małgorzata Olejnik - Adam Ołdakowski | - Marzena Paduch - Mateusz Piskorski - Renata Rochnowska - Wojciech Romaniuk - Krzysztof Sikora - Grzegorz Skwierczyński - Waldemar Starosta - Lech Szymańczyk - Grażyna Tyszko - Regina Wasilewska-Kita - Zenon Wiśniewski | - Elżbieta Wiśniowska - Genowefa Wiśniowska - Marek Wojtera - Lech Woszczerowicz - Janusz Wójcik - Jerzy Zawisza - Maria Zbyrowska - Jerzy Żyszkiewicz |
| Klub Parlamentarny Liga Polskich Rodzin | | | |
| | | | |
| - Przemysław Andrejuk - Witold Bałażak - Krzysztof Bosak - Edward Ciągło - Janusz Dobrosz - Andrzej Fedorowicz - Roman Giertych - Witold Hatka | - Jan Jarota - Marek Kawa - Janusz Kołodziej - Andrzej Mańka - Arnold Masin - Halina Murias - Leszek Murzyn - Mirosław Orzechowski | - Edward Ośko - Stanisław Papież - Radosław Parda - Daniel Pawłowiec - Szymon Pawłowski - Elżbieta Ratajczak - Bogusław Sobczak - Antoni Sosnowski | - Robert Strąk - Piotr Ślusarczyk - Rafał Wiechecki - Wojciech Wierzejski - Stanisław Zadora |
| Klub Poselski Polskiego Stronnictwa Ludowego | | | |
| | | | |
| - Edmund Borawski - Jan Bury - Bronisław Dutka - Eugeniusz Grzeszczak - Andrzej Grzyb - Stanisław Kalemba - Jarosław Kalinowski | - Mieczysław Kasprzak - Andrzej Kłopotek - Mirosław Krajewski - Jan Łopata - Mieczysław Łuczak - Mirosław Maliszewski - Waldemar Nowakowski | - Krystyna Ozga - Andrzej Pałys - Mirosław Pawlak - Waldemar Pawlak - Marek Sawicki - Tadeusz Sławecki - Henryk Smolarz | - Aleksander Sopliński - Franciszek Stefaniuk - Zbigniew Włodkowski - Wiesław Woda - Józef Zych - Stanisław Żelichowski |
| Koło Poselskie Ruch Ludowo-Narodowy | | | |
| | | | |
| - Tadeusz Dębicki - Bogusław Kowalski | - Gabriela Masłowska - Józef Pilarz | - Anna Sobecka - Leszek Sułek | - Krzysztof Szyga |
| Koło Poselskie Prawica Rzeczypospolitej | | | |
| | | | |
| - Małgorzata Bartyzel - Marek Jurek | - Dariusz Kłeczek - Marian Piłka | - Lucyna Wiśniewska | - Artur Zawisza |
| Posłowie niezrzeszeni | | | |
| | | | |
| - Jan Bednarek - Jan Bestry - Alfred Budner - Marian Daszyk | - Czesław Fiedorowicz - Ryszard Galla - Ryszard Kaczyński - Henryk Kroll | - Antoni Mężydło - Piotr Misztal - Bernard Ptak - Józef Stępkowski | - Zygmunt Wrzodak |

### Posłowie, których mandat wygasł w trakcie kadencji (18 posłów)
| Poseł                   | Poseł                   | Data wygaśnięcia mandatu                                  | Przyczyna                                                     | Następca              |
| ----------------------- | ----------------------- | --------------------------------------------------------- | ------------------------------------------------------------- | --------------------- |
|                         | Hanna Foltyn-Kubicka    | 6 grudnia 2005(dts)                                       | objęcie zwolnionego mandatu posła do Parlamentu Europejskiego | Daniela Chrapkiewicz  |
| Elżbieta Kruk           | 31 stycznia 2006(dts)   | powołanie na członka Krajowej Rady Radiofonii i Telewizji | Jarosław Stawiarski                                           |                       |
|                         | Ewa Sowińska            | 30 marca 2006(dts)                                        | powołanie na Rzecznika Praw Dziecka                           | Mirosław Orzechowski  |
|                         | Mariusz Kamiński        | 5 lipca 2006(dts)                                         | zrzeczenie się mandatu                                        | Bartłomiej Szrajber   |
| Kazimierz Marcinkiewicz | 19 lipca 2006(dts)      | zrzeczenie się mandatu                                    | Marek Ast                                                     |                       |
| Aleksander Szczygło     | 2 sierpnia 2006(dts)    | powołanie na Szefa Kancelarii Prezydenta RP               | Iwona Arent                                                   |                       |
|                         | Andrzej Sośnierz        | 8 września 2006(dts)                                      | powołanie na Prezesa Narodowego Funduszu Zdrowia              | Józef Berger          |
|                         | Marek Kotlinowski       | 27 października 2006(dts)                                 | wybór na sędziego Trybunału Konstytucyjnego                   | Stanisław Papież      |
|                         | Adam Puza               | 12 listopada 2006(dts)                                    | wybór na radnego Sejmiku Województwa Warmińsko-Mazurskiego    | Tadeusz Plawgo        |
| Józef Rojek             | 12 listopada 2006(dts)  | wybór na radnego Rady Miejskiej w Tarnowie                | Robert Pantera                                                |                       |
|                         | Zbigniew Sosnowski      | 12 listopada 2006(dts)                                    | wybór na radnego Rady Powiatu w Brodnicy                      | Andrzej Kłopotek      |
|                         | Roman Czepe             | 26 listopada 2006(dts)                                    | wybór na Burmistrza Gminy Łapy                                | Kazimierz Gwiazdowski |
|                         | Hanna Gronkiewicz-Waltz | 26 listopada 2006(dts)                                    | wybór na Prezydenta Miasta Stołecznego Warszawy               | Andrzej Czuma         |
| Edward Maniura          | 26 listopada 2006(dts)  | wybór na Burmistrza Miasta Lublińca                       | Wojciech Picheta                                              |                       |
|                         | Zbigniew Podraza        | 26 listopada 2006(dts)                                    | wybór na Prezydenta Miasta Dąbrowy Górniczej                  | Witold Klepacz        |
|                         | Jan Zubowski            | 26 listopada 2006(dts)                                    | wybór na Prezydenta Miasta Głogowa                            | Marzena Machałek      |
|                         | Jacek Wojciechowicz     | 5 grudnia 2006(dts)                                       | powołanie na zastępcę Prezydenta Miasta Stołecznego Warszawy  | Andrzej Halicki       |
|                         | Barbara Bubula          | 26 września 2007(dts)                                     | powołanie na członka Krajowej Rady Radiofonii i Telewizji     | Witold Śmiałek        |

## Lista według okręgów wyborczych
| Województwo dolnośląskie        | | |                                                                                                   | |                                                                                                   | |                                                                                                   |                                                                                                   |                                                                                                   |                                                                                                   |                                                                                                   |                                                                                                   |
| Nr                              | Posłowie wybrani z list poszczególnych komitetów wyborczych (w nawiasach liczba zdobytych głosów) | Posłowie wybrani z list poszczególnych komitetów wyborczych (w nawiasach liczba zdobytych głosów) | Posłowie wybrani z list poszczególnych komitetów wyborczych (w nawiasach liczba zdobytych głosów) | Posłowie wybrani z list poszczególnych komitetów wyborczych (w nawiasach liczba zdobytych głosów)                                                                                                | Posłowie wybrani z list poszczególnych komitetów wyborczych (w nawiasach liczba zdobytych głosów) | Posłowie wybrani z list poszczególnych komitetów wyborczych (w nawiasach liczba zdobytych głosów)            | Posłowie wybrani z list poszczególnych komitetów wyborczych (w nawiasach liczba zdobytych głosów) | Posłowie wybrani z list poszczególnych komitetów wyborczych (w nawiasach liczba zdobytych głosów) | Posłowie wybrani z list poszczególnych komitetów wyborczych (w nawiasach liczba zdobytych głosów) | Posłowie wybrani z list poszczególnych komitetów wyborczych (w nawiasach liczba zdobytych głosów) | Posłowie wybrani z list poszczególnych komitetów wyborczych (w nawiasach liczba zdobytych głosów) | Posłowie wybrani z list poszczególnych komitetów wyborczych (w nawiasach liczba zdobytych głosów) |
| 1                               | | Prawo i Sprawiedliwość Adam Lipiński (17 857) Tadeusz Madziarczyk (8068) Elżbieta Witek (7476) Marzena Machałek (4361)                                                                                               |                                                                                                   | Platforma Obywatelska RP Grzegorz Schetyna (14 978) Beata Sawicka (8764) Piotr Cybulski (7332)                                                                                                   |                                                                                                   | Sojusz Lewicy Demokratycznej Jerzy Szmajdziński (20 741) Ryszard Zbrzyzny (9644)                             |                                                                                                   | Samoobrona Rzeczpospolitej Polskiej Czesław Litwin (9902) Hubert Costa (3521)                     |                                                                                                   | Liga Polskich Rodzin Piotr Ślusarczyk (7863)                                                      |                                                                                                   |                                                                                                   |
| 2                               | | Platforma Obywatelska RP Zbigniew Chlebowski (18 281) Izabela Mrzygłocka (5271) Jakub Szulc (5004) |                                                                                                   | Prawo i Sprawiedliwość Waldemar Wiązowski (9751) Ryszard Wawryniewicz (7663) Giovanni Roman (4373)                                                                                               | Sojusz Lewicy Demokratycznej Henryk Gołębiewski (8454)                                            | Samoobrona Rzeczpospolitej Polskiej Grzegorz Kołacz (6904)                                                   |                                                                                                   |                                                                                                   |                                                                                                   |                                                                                                   |                                                                                                   |                                                                                                   |
| 3                               | Platforma Obywatelska RP Bogdan Zdrojewski (73 959) Stanisław Huskowski (12 334) Sławomir Piechota (7281) Jarosław Duda (5901) Ewa Wolak (3465) Aldona Młyńczak (2903)                                          | Prawo i Sprawiedliwość Kazimierz Ujazdowski (46 736) Dawid Jackiewicz (12 362) Wiesław Kilian (7524) Beata Kempa (5378) Aleksandra Natalli-Świat (5068)                                                              | Sojusz Lewicy Demokratycznej Janusz Krasoń (15 162)                                               | Samoobrona Rzeczpospolitej Polskiej Jerzy Żyszkiewicz (10 527) |                                                                                                   | Liga Polskich Rodzin Janusz Dobrosz (14 655)                                                                 |                                                                                                   |                                                                                                   |                                                                                                   |                                                                                                   |                                                                                                   |                                                                                                   |
| Województwo kujawsko-pomorskie  | | |                                                                                                   | |                                                                                                   | |                                                                                                   |                                                                                                   |                                                                                                   |                                                                                                   |                                                                                                   |                                                                                                   |
| Nr                              | Posłowie wybrani z list poszczególnych komitetów wyborczych (w nawiasach liczba zdobytych głosów) | Posłowie wybrani z list poszczególnych komitetów wyborczych (w nawiasach liczba zdobytych głosów) | Posłowie wybrani z list poszczególnych komitetów wyborczych (w nawiasach liczba zdobytych głosów) | Posłowie wybrani z list poszczególnych komitetów wyborczych (w nawiasach liczba zdobytych głosów)                                                                                                | Posłowie wybrani z list poszczególnych komitetów wyborczych (w nawiasach liczba zdobytych głosów) | Posłowie wybrani z list poszczególnych komitetów wyborczych (w nawiasach liczba zdobytych głosów)            | Posłowie wybrani z list poszczególnych komitetów wyborczych (w nawiasach liczba zdobytych głosów) | Posłowie wybrani z list poszczególnych komitetów wyborczych (w nawiasach liczba zdobytych głosów) | Posłowie wybrani z list poszczególnych komitetów wyborczych (w nawiasach liczba zdobytych głosów) | Posłowie wybrani z list poszczególnych komitetów wyborczych (w nawiasach liczba zdobytych głosów) | Posłowie wybrani z list poszczególnych komitetów wyborczych (w nawiasach liczba zdobytych głosów) | Posłowie wybrani z list poszczególnych komitetów wyborczych (w nawiasach liczba zdobytych głosów) |
| 4                               | | Prawo i Sprawiedliwość Tomasz Markowski (17 097) Wojciech Mojzesowicz (12 601) Tomasz Latos (10 059) Andrzej Walkowiak (5203)                                                                                        |                                                                                                   | Platforma Obywatelska RP Teresa Piotrowska (16 716) Maciej Świątkowski (8780) Paweł Olszewski (6850)                                                                                             |                                                                                                   | Sojusz Lewicy Demokratycznej Janusz Zemke (33 672) Sławomir Jeneralski (4343) Grażyna Ciemniak (3807)        |                                                                                                   | Samoobrona Rzeczpospolitej Polskiej Jan Bestry (6941)                                             |                                                                                                   | Liga Polskich Rodzin Witold Hatka (5856)                                                          |                                                                                                   |                                                                                                   |
| 5                               | Prawo i Sprawiedliwość Antoni Mężydło (16 229) Zbigniew Girzyński (8734) Łukasz Zbonikowski (7209) | Platforma Obywatelska RP Jan Wyrowiński (14 279) Tomasz Lenz (9472) Domicela Kopaczewska (4870) |                                                                                                   | Samoobrona Rzeczpospolitej Polskiej Mirosław Krajewski (11 333) Lech Kuropatwiński (6115) Waldemar Nowakowski (4170)                                                                             |                                                                                                   | Sojusz Lewicy Demokratycznej Jerzy Wenderlich (10 761) Krystian Łuczak (5824)                                | Liga Polskich Rodzin Anna Sobecka (13 761)                                                        |                                                                                                   | Polskie Stronnictwo Ludowe Andrzej Kłopotek (2338)                                                |                                                                                                   |                                                                                                   |                                                                                                   |
| Województwo lubelskie           | | |                                                                                                   | |                                                                                                   | |                                                                                                   |                                                                                                   |                                                                                                   |                                                                                                   |                                                                                                   |                                                                                                   |
| Nr                              | Posłowie wybrani z list poszczególnych komitetów wyborczych (w nawiasach liczba zdobytych głosów) | Posłowie wybrani z list poszczególnych komitetów wyborczych (w nawiasach liczba zdobytych głosów) | Posłowie wybrani z list poszczególnych komitetów wyborczych (w nawiasach liczba zdobytych głosów) | Posłowie wybrani z list poszczególnych komitetów wyborczych (w nawiasach liczba zdobytych głosów)                                                                                                | Posłowie wybrani z list poszczególnych komitetów wyborczych (w nawiasach liczba zdobytych głosów) | Posłowie wybrani z list poszczególnych komitetów wyborczych (w nawiasach liczba zdobytych głosów)            | Posłowie wybrani z list poszczególnych komitetów wyborczych (w nawiasach liczba zdobytych głosów) | Posłowie wybrani z list poszczególnych komitetów wyborczych (w nawiasach liczba zdobytych głosów) | Posłowie wybrani z list poszczególnych komitetów wyborczych (w nawiasach liczba zdobytych głosów) | Posłowie wybrani z list poszczególnych komitetów wyborczych (w nawiasach liczba zdobytych głosów) | Posłowie wybrani z list poszczególnych komitetów wyborczych (w nawiasach liczba zdobytych głosów) | Posłowie wybrani z list poszczególnych komitetów wyborczych (w nawiasach liczba zdobytych głosów) |
| 6                               | | Prawo i Sprawiedliwość Krzysztof Michałkiewicz (11 246) Małgorzata Sadurska (6988) Jarosław Żaczek (6246) Jerzy Bielecki (4748) Jarosław Stawiarski (4734)                                                           |                                                                                                   | Platforma Obywatelska RP Janusz Palikot (26 275) Włodzimierz Karpiński (8751) Wojciech Wilk (5501)                                                                                               |                                                                                                   | Samoobrona Rzeczpospolitej Polskiej Alina Gut (8455) Bolesław Borysiuk (8256)                                |                                                                                                   | Liga Polskich Rodzin Gabriela Masłowska (11 977) Andrzej Mańka (10 646)                           |                                                                                                   | Polskie Stronnictwo Ludowe Jan Łopata (8033) Henryk Smolarz (4534)                                |                                                                                                   | Sojusz Lewicy Demokratycznej Grzegorz Kurczuk (9683)                                              |
| 7                               | | Samoobrona Rzeczpospolitej Polskiej Henryk Młynarczyk (13 633) Wojciech Romaniuk (10 719) Zofia Grabczan (5971) |                                                                                                   | Prawo i Sprawiedliwość Tomasz Dudziński (14 892) Beata Mazurek (7012) Sławomir Zawiślak (5860)                                                                                                   |                                                                                                   | Polskie Stronnictwo Ludowe Franciszek Stefaniuk (8336) Tadeusz Sławecki (6879)                               | Liga Polskich Rodzin Przemysław Andrejuk (7000) Wojciech Wierzejski (4932)                        |                                                                                                   | Platforma Obywatelska RP Stanisław Żmijan (7708)                                                  | Sojusz Lewicy Demokratycznej Szczepan Skomra (6348)                                               |                                                                                                   |                                                                                                   |
| Województwo lubuskie            | | |                                                                                                   | |                                                                                                   | |                                                                                                   |                                                                                                   |                                                                                                   |                                                                                                   |                                                                                                   |                                                                                                   |
| Nr                              | Posłowie wybrani z list poszczególnych komitetów wyborczych (w nawiasach liczba zdobytych głosów) | Posłowie wybrani z list poszczególnych komitetów wyborczych (w nawiasach liczba zdobytych głosów) | Posłowie wybrani z list poszczególnych komitetów wyborczych (w nawiasach liczba zdobytych głosów) | Posłowie wybrani z list poszczególnych komitetów wyborczych (w nawiasach liczba zdobytych głosów)                                                                                                | Posłowie wybrani z list poszczególnych komitetów wyborczych (w nawiasach liczba zdobytych głosów) | Posłowie wybrani z list poszczególnych komitetów wyborczych (w nawiasach liczba zdobytych głosów)            | Posłowie wybrani z list poszczególnych komitetów wyborczych (w nawiasach liczba zdobytych głosów) | Posłowie wybrani z list poszczególnych komitetów wyborczych (w nawiasach liczba zdobytych głosów) | Posłowie wybrani z list poszczególnych komitetów wyborczych (w nawiasach liczba zdobytych głosów) | Posłowie wybrani z list poszczególnych komitetów wyborczych (w nawiasach liczba zdobytych głosów) | Posłowie wybrani z list poszczególnych komitetów wyborczych (w nawiasach liczba zdobytych głosów) | Posłowie wybrani z list poszczególnych komitetów wyborczych (w nawiasach liczba zdobytych głosów) |
| 8                               | | Platforma Obywatelska RP Czesław Fiedorowicz (16 153) Bożenna Bukiewicz (11 237) Waldemar Szadny (5941) Bogdan Bojko (5123)                                                                                          |                                                                                                   | Prawo i Sprawiedliwość Marek Surmacz (8386) Jerzy Materna (5371) Marek Ast (4573) |                                                                                                   | Sojusz Lewicy Demokratycznej Bogusław Wontor (7793) Jan Kochanowski (7378)                                   |                                                                                                   | Samoobrona Rzeczpospolitej Polskiej Waldemar Starosta (8391)                                      |                                                                                                   | Polskie Stronnictwo Ludowe Józef Zych (9566)                                                      |                                                                                                   | Liga Polskich Rodzin Krzysztof Bosak (3764)                                                       |
| Województwo łódzkie             | | |                                                                                                   | |                                                                                                   | |                                                                                                   |                                                                                                   |                                                                                                   |                                                                                                   |                                                                                                   |                                                                                                   |
| Nr                              | Posłowie wybrani z list poszczególnych komitetów wyborczych (w nawiasach liczba zdobytych głosów) | Posłowie wybrani z list poszczególnych komitetów wyborczych (w nawiasach liczba zdobytych głosów) | Posłowie wybrani z list poszczególnych komitetów wyborczych (w nawiasach liczba zdobytych głosów) | Posłowie wybrani z list poszczególnych komitetów wyborczych (w nawiasach liczba zdobytych głosów)                                                                                                | Posłowie wybrani z list poszczególnych komitetów wyborczych (w nawiasach liczba zdobytych głosów) | Posłowie wybrani z list poszczególnych komitetów wyborczych (w nawiasach liczba zdobytych głosów)            | Posłowie wybrani z list poszczególnych komitetów wyborczych (w nawiasach liczba zdobytych głosów) | Posłowie wybrani z list poszczególnych komitetów wyborczych (w nawiasach liczba zdobytych głosów) | Posłowie wybrani z list poszczególnych komitetów wyborczych (w nawiasach liczba zdobytych głosów) | Posłowie wybrani z list poszczególnych komitetów wyborczych (w nawiasach liczba zdobytych głosów) | Posłowie wybrani z list poszczególnych komitetów wyborczych (w nawiasach liczba zdobytych głosów) | Posłowie wybrani z list poszczególnych komitetów wyborczych (w nawiasach liczba zdobytych głosów) |
| 9                               | | Prawo i Sprawiedliwość Piotr Krzywicki (19 944) Jarosław Jagiełło (13 727) Małgorzata Bartyzel (8333) |                                                                                                   | Platforma Obywatelska RP Iwona Śledzińska-Katarasińska (23 119) Joanna Skrzydlewska (11 822) Mirosław Drzewiecki (10 928)                                                                        |                                                                                                   | Sojusz Lewicy Demokratycznej Sylwester Pawłowski (12 469) Elżbieta Jankowska (7495)                          |                                                                                                   | Samoobrona Rzeczpospolitej Polskiej Piotr Misztal (8890)                                          |                                                                                                   | Liga Polskich Rodzin Mirosław Orzechowski (3474)                                                  |                                                                                                   |                                                                                                   |
| 10                              | Prawo i Sprawiedliwość Marek Jurek (18 508) Krzysztof Maciejewski (6597) Dariusz Seliga (5251) | | Samoobrona Rzeczpospolitej Polskiej Stanisław Łyżwiński (21 101) Halina Molka (3706)              | | Platforma Obywatelska RP Elżbieta Radziszewska (16 199)                                           | | Sojusz Lewicy Demokratycznej Artur Ostrowski (7043)                                               |                                                                                                   | Polskie Stronnictwo Ludowe Krystyna Ozga (8250)                                                   |                                                                                                   | Liga Polskich Rodzin Arnold Masin (4168)                                                          |                                                                                                   |
| 11                              | | Samoobrona Rzeczpospolitej Polskiej Grażyna Tyszko (10 981) Marek Wojtera (8715) Edward Kiedos (6016) |                                                                                                   | Prawo i Sprawiedliwość Paweł Zalewski (14 068) Tadeusz Woźniak (5396) Marek Matuszewski (4806)                                                                                                   | Platforma Obywatelska RP Cezary Grabarczyk (13 775) Andrzej Biernat (6244)                        | Sojusz Lewicy Demokratycznej Wojciech Olejniczak (31 471) Anita Błochowiak (3451)                            | Polskie Stronnictwo Ludowe Mieczysław Łuczak (6105)                                               | Liga Polskich Rodzin Daniel Pawłowiec (5685)                                                      |                                                                                                   |                                                                                                   |                                                                                                   |                                                                                                   |
| Województwo małopolskie         | | |                                                                                                   | |                                                                                                   | |                                                                                                   |                                                                                                   |                                                                                                   |                                                                                                   |                                                                                                   |                                                                                                   |
| Nr                              | Posłowie wybrani z list poszczególnych komitetów wyborczych (w nawiasach liczba zdobytych głosów) | Posłowie wybrani z list poszczególnych komitetów wyborczych (w nawiasach liczba zdobytych głosów) | Posłowie wybrani z list poszczególnych komitetów wyborczych (w nawiasach liczba zdobytych głosów) | Posłowie wybrani z list poszczególnych komitetów wyborczych (w nawiasach liczba zdobytych głosów)                                                                                                | Posłowie wybrani z list poszczególnych komitetów wyborczych (w nawiasach liczba zdobytych głosów) | Posłowie wybrani z list poszczególnych komitetów wyborczych (w nawiasach liczba zdobytych głosów)            | Posłowie wybrani z list poszczególnych komitetów wyborczych (w nawiasach liczba zdobytych głosów) | Posłowie wybrani z list poszczególnych komitetów wyborczych (w nawiasach liczba zdobytych głosów) | Posłowie wybrani z list poszczególnych komitetów wyborczych (w nawiasach liczba zdobytych głosów) | Posłowie wybrani z list poszczególnych komitetów wyborczych (w nawiasach liczba zdobytych głosów) | Posłowie wybrani z list poszczególnych komitetów wyborczych (w nawiasach liczba zdobytych głosów) | Posłowie wybrani z list poszczególnych komitetów wyborczych (w nawiasach liczba zdobytych głosów) |
| 12                              | | Prawo i Sprawiedliwość Beata Szydło (14 447) Paweł Kowal (12 625) Marek Łatas (9549) Marek Polak (6014) |                                                                                                   | Platforma Obywatelska RP Paweł Graś (11 919) Janusz Chwierut (5272) |                                                                                                   | Liga Polskich Rodzin Leszek Murzyn (7220)                                                                    |                                                                                                   | Sojusz Lewicy Demokratycznej Stanisław Rydzoń (7787)                                              |                                                                                                   |                                                                                                   |                                                                                                   |                                                                                                   |
| 13                              | Prawo i Sprawiedliwość Zbigniew Ziobro (120 188) Zbigniew Wassermann (16 325) Bogusław Bosak (2607) Monika Ryniak (2193) Andrzej Adamczyk (1582) Witold Śmiałek (1157)                                          | Platforma Obywatelska RP Jan Rokita (72 145) Tomasz Szczypiński (7399) Jacek Krupa (6860) Ireneusz Raś (6690) Jerzy Fedorowicz (5694)                                                                                |                                                                                                   | Sojusz Lewicy Demokratycznej Kazimierz Chrzanowski (11 296) |                                                                                                   | Liga Polskich Rodzin Stanisław Papież (2444)                                                                 |                                                                                                   |                                                                                                   |                                                                                                   |                                                                                                   |                                                                                                   |                                                                                                   |
| 14                              | Prawo i Sprawiedliwość Stanisława Okularczyk (12 016) Edward Siarka (10 778) Arkadiusz Mularczyk (9566) Anna Paluch (9547)                                                                                      | Platforma Obywatelska RP Andrzej Czerwiński (13 770) Andrzej Gut-Mostowy (11 282) |                                                                                                   | Liga Polskich Rodzin Edward Ciągło (9470) |                                                                                                   | Samoobrona Rzeczpospolitej Polskiej Elżbieta Wiśniowska (4839)                                               |                                                                                                   | Polskie Stronnictwo Ludowe Bronisław Dutka (5469)                                                 |                                                                                                   |                                                                                                   |                                                                                                   |                                                                                                   |
| 15                              | Prawo i Sprawiedliwość Barbara Marianowska (12 498) Michał Wojtkiewicz (8846) Edward Czesak (7529) Robert Pantera (4787)                                                                                        | Platforma Obywatelska RP Aleksander Grad (13 680) Urszula Augustyn (4890) | Liga Polskich Rodzin Bogusław Sobczak (6480)                                                      | Samoobrona Rzeczpospolitej Polskiej Jerzy Zawisza (5338) | Polskie Stronnictwo Ludowe Wiesław Woda (8818)                                                    | |                                                                                                   |                                                                                                   |                                                                                                   |                                                                                                   |                                                                                                   |                                                                                                   |
| Województwo mazowieckie         | | |                                                                                                   | |                                                                                                   | |                                                                                                   |                                                                                                   |                                                                                                   |                                                                                                   |                                                                                                   |                                                                                                   |
| Nr                              | Posłowie wybrani z list poszczególnych komitetów wyborczych (w nawiasach liczba zdobytych głosów) | Posłowie wybrani z list poszczególnych komitetów wyborczych (w nawiasach liczba zdobytych głosów) | Posłowie wybrani z list poszczególnych komitetów wyborczych (w nawiasach liczba zdobytych głosów) | Posłowie wybrani z list poszczególnych komitetów wyborczych (w nawiasach liczba zdobytych głosów)                                                                                                | Posłowie wybrani z list poszczególnych komitetów wyborczych (w nawiasach liczba zdobytych głosów) | Posłowie wybrani z list poszczególnych komitetów wyborczych (w nawiasach liczba zdobytych głosów)            | Posłowie wybrani z list poszczególnych komitetów wyborczych (w nawiasach liczba zdobytych głosów) | Posłowie wybrani z list poszczególnych komitetów wyborczych (w nawiasach liczba zdobytych głosów) | Posłowie wybrani z list poszczególnych komitetów wyborczych (w nawiasach liczba zdobytych głosów) | Posłowie wybrani z list poszczególnych komitetów wyborczych (w nawiasach liczba zdobytych głosów) | Posłowie wybrani z list poszczególnych komitetów wyborczych (w nawiasach liczba zdobytych głosów) | Posłowie wybrani z list poszczególnych komitetów wyborczych (w nawiasach liczba zdobytych głosów) |
| 16                              | | Prawo i Sprawiedliwość Wojciech Jasiński (14 956) Robert Kołakowski (5335) Marek Opioła (5301) |                                                                                                   | Samoobrona Rzeczpospolitej Polskiej Lech Szymańczyk (7393) Zenon Wiśniewski (5764) |                                                                                                   | Polskie Stronnictwo Ludowe Waldemar Pawlak (13 202) Aleksander Sopliński (2589)                              |                                                                                                   | Platforma Obywatelska RP Łukasz Abgarowicz (8239) Mirosław Koźlakiewicz (7475)                    |                                                                                                   | Sojusz Lewicy Demokratycznej Jolanta Szymanek-Deresz (9723)                                       |                                                                                                   |                                                                                                   |
| 17                              | Prawo i Sprawiedliwość Marek Suski (12 018) Lucyna Wiśniewska (10 846) Marzena Wróbel (7524) | Samoobrona Rzeczpospolitej Polskiej Wanda Łyżwińska (7842) Marzena Paduch (7838) |                                                                                                   | Platforma Obywatelska RP Ewa Kopacz (14 982) |                                                                                                   | Polskie Stronnictwo Ludowe Mirosław Maliszewski (6954)                                                       | Sojusz Lewicy Demokratycznej Marek Wikiński (8671)                                                |                                                                                                   | Liga Polskich Rodzin Witold Bałażak (6420)                                                        |                                                                                                   |                                                                                                   |                                                                                                   |
| 18                              | Prawo i Sprawiedliwość Marian Piłka (14 761) Arkadiusz Czartoryski (14 753) Krzysztof Tchórzewski (8516) Henryk Kowalczyk (7211)                                                                                | Samoobrona Rzeczpospolitej Polskiej Krzysztof Filipek (16 515) Grzegorz Skwierczyński (6963) |                                                                                                   | Polskie Stronnictwo Ludowe Jarosław Kalinowski (15 855) Marek Sawicki (6527) |                                                                                                   | Platforma Obywatelska RP Robert Ambroziewicz (9943) Czesław Mroczek (8311)                                   |                                                                                                   | Liga Polskich Rodzin Bogusław Kowalski (6274)                                                     |                                                                                                   | Sojusz Lewicy Demokratycznej Stanisława Prządka (7674)                                            |                                                                                                   |                                                                                                   |
| 19                              | | Platforma Obywatelska RP Julia Pitera (39 815) Paweł Śpiewak (18 403) Joanna Fabisiak (6693) Małgorzata Kidawa-Błońska (4615) Roman Kosecki (4395) Jolanta Hibner (3512) Andrzej Czuma (2858) Andrzej Halicki (2309) |                                                                                                   | Prawo i Sprawiedliwość Jarosław Kaczyński (171 129) Małgorzata Gosiewska (4251) Paweł Poncyljusz (4232) Jan Ołdakowski (3939) Karol Karski (2953) Artur Górski (2850) Bartłomiej Szrajber (2176) |                                                                                                   | Sojusz Lewicy Demokratycznej Ryszard Kalisz (36 013) Katarzyna Piekarska (26 511) Piotr Gadzinowski (11 650) |                                                                                                   | Liga Polskich Rodzin Roman Giertych (35 812)                                                      |                                                                                                   |                                                                                                   |                                                                                                   |                                                                                                   |
| 20                              | | Prawo i Sprawiedliwość Ludwik Dorn (39 929) Artur Zawisza (10 093) Jan Szyszko (7042) Dariusz Olszewski (5797) |                                                                                                   | Platforma Obywatelska RP Bronisław Komorowski (42 100) Andrzej Smirnow (10 263) Alicja Olechowska (6395) Jadwiga Zakrzewska (4972)                                                               |                                                                                                   | Liga Polskich Rodzin Szymon Pawłowski (7984)                                                                 |                                                                                                   | Samoobrona Rzeczpospolitej Polskiej Krzysztof Sikora (5695)                                       |                                                                                                   | Sojusz Lewicy Demokratycznej Michał Tober (8945)                                                  |                                                                                                   |                                                                                                   |
| Województwo opolskie            | | |                                                                                                   | |                                                                                                   | |                                                                                                   |                                                                                                   |                                                                                                   |                                                                                                   |                                                                                                   |                                                                                                   |
| Nr                              | Posłowie wybrani z list poszczególnych komitetów wyborczych (w nawiasach liczba zdobytych głosów) | Posłowie wybrani z list poszczególnych komitetów wyborczych (w nawiasach liczba zdobytych głosów) | Posłowie wybrani z list poszczególnych komitetów wyborczych (w nawiasach liczba zdobytych głosów) | Posłowie wybrani z list poszczególnych komitetów wyborczych (w nawiasach liczba zdobytych głosów)                                                                                                | Posłowie wybrani z list poszczególnych komitetów wyborczych (w nawiasach liczba zdobytych głosów) | Posłowie wybrani z list poszczególnych komitetów wyborczych (w nawiasach liczba zdobytych głosów)            | Posłowie wybrani z list poszczególnych komitetów wyborczych (w nawiasach liczba zdobytych głosów) | Posłowie wybrani z list poszczególnych komitetów wyborczych (w nawiasach liczba zdobytych głosów) | Posłowie wybrani z list poszczególnych komitetów wyborczych (w nawiasach liczba zdobytych głosów) | Posłowie wybrani z list poszczególnych komitetów wyborczych (w nawiasach liczba zdobytych głosów) | Posłowie wybrani z list poszczególnych komitetów wyborczych (w nawiasach liczba zdobytych głosów) | Posłowie wybrani z list poszczególnych komitetów wyborczych (w nawiasach liczba zdobytych głosów) |
| 21                              | | Platforma Obywatelska RP Danuta Jazłowiecka (14 248) Tadeusz Jarmuziewicz (9635) Ryszard Knosala (9087) Leszek Korzeniowski (7798)                                                                                   |                                                                                                   | Prawo i Sprawiedliwość Sławomir Kłosowski (17 894) Teresa Ceglecka-Zielonka (5280) Mieczysław Walkiewicz (4634)                                                                                  |                                                                                                   | KWW Mniejszość Niemiecka Ryszard Galla (9072) Henryk Kroll (7852)                                            |                                                                                                   | Samoobrona Rzeczpospolitej Polskiej Józef Stępkowski (8714) Sandra Lewandowska (5215)             |                                                                                                   | Sojusz Lewicy Demokratycznej Tomasz Garbowski (7517)                                              |                                                                                                   | Liga Polskich Rodzin Marek Kawa (6346)                                                            |
| Województwo podkarpackie        | | |                                                                                                   | |                                                                                                   | |                                                                                                   |                                                                                                   |                                                                                                   |                                                                                                   |                                                                                                   |                                                                                                   |
| Nr                              | Posłowie wybrani z list poszczególnych komitetów wyborczych (w nawiasach liczba zdobytych głosów) | Posłowie wybrani z list poszczególnych komitetów wyborczych (w nawiasach liczba zdobytych głosów) | Posłowie wybrani z list poszczególnych komitetów wyborczych (w nawiasach liczba zdobytych głosów) | Posłowie wybrani z list poszczególnych komitetów wyborczych (w nawiasach liczba zdobytych głosów)                                                                                                | Posłowie wybrani z list poszczególnych komitetów wyborczych (w nawiasach liczba zdobytych głosów) | Posłowie wybrani z list poszczególnych komitetów wyborczych (w nawiasach liczba zdobytych głosów)            | Posłowie wybrani z list poszczególnych komitetów wyborczych (w nawiasach liczba zdobytych głosów) | Posłowie wybrani z list poszczególnych komitetów wyborczych (w nawiasach liczba zdobytych głosów) | Posłowie wybrani z list poszczególnych komitetów wyborczych (w nawiasach liczba zdobytych głosów) | Posłowie wybrani z list poszczególnych komitetów wyborczych (w nawiasach liczba zdobytych głosów) | Posłowie wybrani z list poszczególnych komitetów wyborczych (w nawiasach liczba zdobytych głosów) | Posłowie wybrani z list poszczególnych komitetów wyborczych (w nawiasach liczba zdobytych głosów) |
| 22                              | | Prawo i Sprawiedliwość Stanisław Zając (25 225) Marek Kuchciński (16 061) Andrzej Ćwierz (6161) Mieczysław Golba (5551)                                                                                              |                                                                                                   | Platforma Obywatelska RP Elżbieta Łukacijewska (14 166) Tomasz Kulesza (5621) |                                                                                                   | Liga Polskich Rodzin Marian Daszyk (8276) Janusz Kołodziej (3786)                                            |                                                                                                   | Samoobrona Rzeczpospolitej Polskiej Janusz Maksymiuk (7384)                                       |                                                                                                   | Polskie Stronnictwo Ludowe Mieczysław Kasprzak (7795)                                             |                                                                                                   | Sojusz Lewicy Demokratycznej Wojciech Pomajda (6622)                                              |
| 23                              | Prawo i Sprawiedliwość Stanisław Ożóg (16 922) Dariusz Kłeczek (16 698) Andrzej Szlachta (13 824) Zbigniew Chmielowiec (10 236) Kazimierz Moskal (9541) Anna Pakuła-Sacharczuk (8675) Kazimierz Gołojuch (8245) | Platforma Obywatelska RP Krystyna Skowrońska (16 479) Zbigniew Rynasiewicz (10 354) Jan Tomaka (7915) | Liga Polskich Rodzin Zygmunt Wrzodak (18 921) Halina Murias (6062)                                | | Polskie Stronnictwo Ludowe Jan Bury (12 050)                                                      | | Samoobrona Rzeczpospolitej Polskiej Maria Zbyrowska (12 171)                                      | Sojusz Lewicy Demokratycznej Władysław Stępień (10 505)                                           |                                                                                                   |                                                                                                   |                                                                                                   |                                                                                                   |
| Województwo podlaskie           | | |                                                                                                   | |                                                                                                   | |                                                                                                   |                                                                                                   |                                                                                                   |                                                                                                   |                                                                                                   |                                                                                                   |
| Nr                              | Posłowie wybrani z list poszczególnych komitetów wyborczych (w nawiasach liczba zdobytych głosów) | Posłowie wybrani z list poszczególnych komitetów wyborczych (w nawiasach liczba zdobytych głosów) | Posłowie wybrani z list poszczególnych komitetów wyborczych (w nawiasach liczba zdobytych głosów) | Posłowie wybrani z list poszczególnych komitetów wyborczych (w nawiasach liczba zdobytych głosów)                                                                                                | Posłowie wybrani z list poszczególnych komitetów wyborczych (w nawiasach liczba zdobytych głosów) | Posłowie wybrani z list poszczególnych komitetów wyborczych (w nawiasach liczba zdobytych głosów)            | Posłowie wybrani z list poszczególnych komitetów wyborczych (w nawiasach liczba zdobytych głosów) | Posłowie wybrani z list poszczególnych komitetów wyborczych (w nawiasach liczba zdobytych głosów) | Posłowie wybrani z list poszczególnych komitetów wyborczych (w nawiasach liczba zdobytych głosów) | Posłowie wybrani z list poszczególnych komitetów wyborczych (w nawiasach liczba zdobytych głosów) | Posłowie wybrani z list poszczególnych komitetów wyborczych (w nawiasach liczba zdobytych głosów) | Posłowie wybrani z list poszczególnych komitetów wyborczych (w nawiasach liczba zdobytych głosów) |
| 24                              | | Prawo i Sprawiedliwość Krzysztof Jurgiel (42 920) Jarosław Zieliński (15 780) Jacek Bogucki (7189) Lech Kołakowski (6373) Kazimierz Gwiazdowski (2050)                                                               |                                                                                                   | Platforma Obywatelska RP Robert Tyszkiewicz (13 232) Józef Klim (7815) Damian Raczkowski (5527)                                                                                                  |                                                                                                   | Sojusz Lewicy Demokratycznej Eugeniusz Czykwin (14 181) Marek Strzaliński (11 045)                           |                                                                                                   | Samoobrona Rzeczpospolitej Polskiej Genowefa Wiśniowska (10 670) Janusz Wójcik (4236)             |                                                                                                   | Liga Polskich Rodzin Andrzej Fedorowicz (12 752) Jan Jarota (3763)                                |                                                                                                   | Polskie Stronnictwo Ludowe Edmund Borawski (5311)                                                 |
| Województwo pomorskie           | | |                                                                                                   | |                                                                                                   | |                                                                                                   |                                                                                                   |                                                                                                   |                                                                                                   |                                                                                                   |                                                                                                   |
| Nr                              | Posłowie wybrani z list poszczególnych komitetów wyborczych (w nawiasach liczba zdobytych głosów) | Posłowie wybrani z list poszczególnych komitetów wyborczych (w nawiasach liczba zdobytych głosów) | Posłowie wybrani z list poszczególnych komitetów wyborczych (w nawiasach liczba zdobytych głosów) | Posłowie wybrani z list poszczególnych komitetów wyborczych (w nawiasach liczba zdobytych głosów)                                                                                                | Posłowie wybrani z list poszczególnych komitetów wyborczych (w nawiasach liczba zdobytych głosów) | Posłowie wybrani z list poszczególnych komitetów wyborczych (w nawiasach liczba zdobytych głosów)            | Posłowie wybrani z list poszczególnych komitetów wyborczych (w nawiasach liczba zdobytych głosów) | Posłowie wybrani z list poszczególnych komitetów wyborczych (w nawiasach liczba zdobytych głosów) | Posłowie wybrani z list poszczególnych komitetów wyborczych (w nawiasach liczba zdobytych głosów) | Posłowie wybrani z list poszczególnych komitetów wyborczych (w nawiasach liczba zdobytych głosów) | Posłowie wybrani z list poszczególnych komitetów wyborczych (w nawiasach liczba zdobytych głosów) | Posłowie wybrani z list poszczególnych komitetów wyborczych (w nawiasach liczba zdobytych głosów) |
| 25                              | | Platforma Obywatelska RP Donald Tusk (79 237) Jarosław Wałęsa (14 709) Arkadiusz Rybicki (9466) Sławomir Nowak (9061) Jerzy Kozdroń (3868) Anna Zielińska-Głębocka (3797)                                            |                                                                                                   | Prawo i Sprawiedliwość Jacek Kurski (26 446) Tadeusz Cymański (23 518) Andrzej Liss (5674) Daniela Chrapkiewicz (3657)                                                                           |                                                                                                   | Sojusz Lewicy Demokratycznej Małgorzata Ostrowska (12 861)                                                   |                                                                                                   | Samoobrona Rzeczpospolitej Polskiej Danuta Hojarska (10 155)                                      |                                                                                                   |                                                                                                   |                                                                                                   |                                                                                                   |
| 26                              | Platforma Obywatelska RP Marek Biernacki (41 336) Kazimierz Plocke (9579) Tadeusz Aziewicz (9093) Jerzy Budnik (8396) Kazimierz Kleina (7896) Stanisław Lamczyk (6276)                                          | Prawo i Sprawiedliwość Jolanta Szczypińska (20 270) Jarosław Sellin (18 097) Zbigniew Kozak (7901) Ryszard Kaczyński (7750)                                                                                          | Sojusz Lewicy Demokratycznej Joanna Senyszyn (11 925) Izabela Jaruga-Nowacka (10 492)             | Samoobrona Rzeczpospolitej Polskiej Lech Woszczerowicz (5987) |                                                                                                   | Liga Polskich Rodzin Robert Strąk (13 859)                                                                   |                                                                                                   |                                                                                                   |                                                                                                   |                                                                                                   |                                                                                                   |                                                                                                   |
| Województwo śląskie             | | |                                                                                                   | |                                                                                                   | |                                                                                                   |                                                                                                   |                                                                                                   |                                                                                                   |                                                                                                   |                                                                                                   |
| Nr                              | Posłowie wybrani z list poszczególnych komitetów wyborczych (w nawiasach liczba zdobytych głosów) | Posłowie wybrani z list poszczególnych komitetów wyborczych (w nawiasach liczba zdobytych głosów) | Posłowie wybrani z list poszczególnych komitetów wyborczych (w nawiasach liczba zdobytych głosów) | Posłowie wybrani z list poszczególnych komitetów wyborczych (w nawiasach liczba zdobytych głosów)                                                                                                | Posłowie wybrani z list poszczególnych komitetów wyborczych (w nawiasach liczba zdobytych głosów) | Posłowie wybrani z list poszczególnych komitetów wyborczych (w nawiasach liczba zdobytych głosów)            | Posłowie wybrani z list poszczególnych komitetów wyborczych (w nawiasach liczba zdobytych głosów) | Posłowie wybrani z list poszczególnych komitetów wyborczych (w nawiasach liczba zdobytych głosów) | Posłowie wybrani z list poszczególnych komitetów wyborczych (w nawiasach liczba zdobytych głosów) | Posłowie wybrani z list poszczególnych komitetów wyborczych (w nawiasach liczba zdobytych głosów) | Posłowie wybrani z list poszczególnych komitetów wyborczych (w nawiasach liczba zdobytych głosów) | Posłowie wybrani z list poszczególnych komitetów wyborczych (w nawiasach liczba zdobytych głosów) |
| 27                              | | Prawo i Sprawiedliwość Jacek Falfus (27 698) Stanisław Szwed (10 006) Kazimierz Matuszny (9033) Stanisław Pięta (7240)                                                                                               |                                                                                                   | Platforma Obywatelska RP Tomasz Tomczykiewicz (22 221) Rafał Muchacki (12 015) Tadeusz Kopeć (6206)                                                                                              |                                                                                                   | Sojusz Lewicy Demokratycznej Jan Szwarc (7642)                                                               |                                                                                                   | Liga Polskich Rodzin Stanisław Zadora (6463)                                                      |                                                                                                   |                                                                                                   |                                                                                                   |                                                                                                   |
| 28                              | Prawo i Sprawiedliwość Szymon Giżyński (15 840) Lucjan Karasiewicz (6844) Jadwiga Wiśniewska (6131) | Platforma Obywatelska RP Halina Rozpondek (9949) Wojciech Picheta (4596) |                                                                                                   | Samoobrona Rzeczpospolitej Polskiej Andrzej Grzesik (9501) |                                                                                                   | Sojusz Lewicy Demokratycznej Ewa Janik (6077)                                                                |                                                                                                   |                                                                                                   |                                                                                                   |                                                                                                   |                                                                                                   |                                                                                                   |
| 29                              | | Platforma Obywatelska RP Krystyna Szumilas (16 105) Andrzej Gałażewski (9524) Ewa Więckowska (7018) Tomasz Głogowski (6812)                                                                                          |                                                                                                   | Prawo i Sprawiedliwość Jędrzej Jędrych (13 791) Wojciech Szarama (9280) Aleksander Chłopek (5366) Tadeusz Wita (4656)                                                                            |                                                                                                   | Sojusz Lewicy Demokratycznej Wacław Martyniuk (11 339)                                                       |                                                                                                   | Samoobrona Rzeczpospolitej Polskiej Rajmund Moric (3091)                                          |                                                                                                   |                                                                                                   |                                                                                                   |                                                                                                   |
| 30                              | Platforma Obywatelska RP Andrzej Markowiak (10 539) Krzysztof Gadowski (7705) Henryk Siedlaczek (7476) Eugeniusz Wycisło (6836)                                                                                 | Prawo i Sprawiedliwość Bolesław Piecha (23 887) Michał Wójcik (7428) Izabela Kloc (5185) Grzegorz Janik (4417) | Sojusz Lewicy Demokratycznej Tadeusz Motowidło (13 488)                                           | |                                                                                                   | |                                                                                                   |                                                                                                   |                                                                                                   |                                                                                                   |                                                                                                   |                                                                                                   |
| 31                              | Platforma Obywatelska RP Elżbieta Pierzchała (10 646) Danuta Pietraszewska (9841) Jan Rzymełka (8878) Marek Wójcik (4408) Krzysztof Szyga (3882) Józef Berger (3858)                                            | Prawo i Sprawiedliwość Jerzy Polaczek (39 335) Krzysztof Mikuła (10 208) Maria Nowak (9866) Grzegorz Tobiszowski (7662) Alojzy Lysko (6581)                                                                          | Sojusz Lewicy Demokratycznej Zbyszek Zaborowski (12 643)                                          | |                                                                                                   | |                                                                                                   |                                                                                                   |                                                                                                   |                                                                                                   |                                                                                                   |                                                                                                   |
| 32                              | Platforma Obywatelska RP Grzegorz Dolniak (12 151) Wojciech Saługa (10 968) Beata Małecka-Libera (6882) | Prawo i Sprawiedliwość Ewa Malik (16 537) Waldemar Andzel (4257) Jacek Kościelniak (3765) | Sojusz Lewicy Demokratycznej Wiesław Jędrusik (9761) Witold Klepacz (4951)                        | | Liga Polskich Rodzin Antoni Sosnowski (5537)                                                      | |                                                                                                   |                                                                                                   |                                                                                                   |                                                                                                   |                                                                                                   |                                                                                                   |
| Województwo świętokrzyskie      | | |                                                                                                   | |                                                                                                   | |                                                                                                   |                                                                                                   |                                                                                                   |                                                                                                   |                                                                                                   |                                                                                                   |
| Nr                              | Posłowie wybrani z list poszczególnych komitetów wyborczych (w nawiasach liczba zdobytych głosów) | Posłowie wybrani z list poszczególnych komitetów wyborczych (w nawiasach liczba zdobytych głosów) | Posłowie wybrani z list poszczególnych komitetów wyborczych (w nawiasach liczba zdobytych głosów) | Posłowie wybrani z list poszczególnych komitetów wyborczych (w nawiasach liczba zdobytych głosów)                                                                                                | Posłowie wybrani z list poszczególnych komitetów wyborczych (w nawiasach liczba zdobytych głosów) | Posłowie wybrani z list poszczególnych komitetów wyborczych (w nawiasach liczba zdobytych głosów)            | Posłowie wybrani z list poszczególnych komitetów wyborczych (w nawiasach liczba zdobytych głosów) | Posłowie wybrani z list poszczególnych komitetów wyborczych (w nawiasach liczba zdobytych głosów) | Posłowie wybrani z list poszczególnych komitetów wyborczych (w nawiasach liczba zdobytych głosów) | Posłowie wybrani z list poszczególnych komitetów wyborczych (w nawiasach liczba zdobytych głosów) | Posłowie wybrani z list poszczególnych komitetów wyborczych (w nawiasach liczba zdobytych głosów) | Posłowie wybrani z list poszczególnych komitetów wyborczych (w nawiasach liczba zdobytych głosów) |
| 33                              | | Prawo i Sprawiedliwość Przemysław Gosiewski (31 253) Halina Olendzka (5386) Krzysztof Lipiec (4697) Jarosław Rusiecki (4009) Maria Zuba (3397)                                                                       |                                                                                                   | Samoobrona Rzeczpospolitej Polskiej Małgorzata Olejnik (12 398) Józef Cepil (10 526) Leszek Sułek (7590)                                                                                         |                                                                                                   | Platforma Obywatelska RP Konstanty Miodowicz (14 505) Krzysztof Grzegorek (8730) Zbigniew Pacelt (3982)      |                                                                                                   | Polskie Stronnictwo Ludowe Mirosław Pawlak (6684) Andrzej Pałys (5055)                            |                                                                                                   | Sojusz Lewicy Demokratycznej Włodzimierz Stępień (12 655) Henryk Milcarz (5251)                   |                                                                                                   | Liga Polskich Rodzin Radosław Parda (7856)                                                        |
| Województwo warmińsko-mazurskie | | |                                                                                                   | |                                                                                                   | |                                                                                                   |                                                                                                   |                                                                                                   |                                                                                                   |                                                                                                   |                                                                                                   |
| Nr                              | Posłowie wybrani z list poszczególnych komitetów wyborczych (w nawiasach liczba zdobytych głosów) | Posłowie wybrani z list poszczególnych komitetów wyborczych (w nawiasach liczba zdobytych głosów) | Posłowie wybrani z list poszczególnych komitetów wyborczych (w nawiasach liczba zdobytych głosów) | Posłowie wybrani z list poszczególnych komitetów wyborczych (w nawiasach liczba zdobytych głosów)                                                                                                | Posłowie wybrani z list poszczególnych komitetów wyborczych (w nawiasach liczba zdobytych głosów) | Posłowie wybrani z list poszczególnych komitetów wyborczych (w nawiasach liczba zdobytych głosów)            | Posłowie wybrani z list poszczególnych komitetów wyborczych (w nawiasach liczba zdobytych głosów) | Posłowie wybrani z list poszczególnych komitetów wyborczych (w nawiasach liczba zdobytych głosów) | Posłowie wybrani z list poszczególnych komitetów wyborczych (w nawiasach liczba zdobytych głosów) | Posłowie wybrani z list poszczególnych komitetów wyborczych (w nawiasach liczba zdobytych głosów) | Posłowie wybrani z list poszczególnych komitetów wyborczych (w nawiasach liczba zdobytych głosów) | Posłowie wybrani z list poszczególnych komitetów wyborczych (w nawiasach liczba zdobytych głosów) |
| 34                              | | Platforma Obywatelska RP Krzysztof Lisek (10 731) Stanisław Gorczyca (5822) |                                                                                                   | Prawo i Sprawiedliwość Leonard Krasulski (7777) Karolina Gajewska (4784) |                                                                                                   | Samoobrona Rzeczpospolitej Polskiej Adam Ołdakowski (7488) Renata Rochnowska (7411)                          |                                                                                                   | Sojusz Lewicy Demokratycznej Witold Gintowt-Dziewałtowski (9389)                                  |                                                                                                   | Polskie Stronnictwo Ludowe Stanisław Żelichowski (3532)                                           |                                                                                                   |                                                                                                   |
| 35                              | Platforma Obywatelska RP Sławomir Rybicki (12 557) Lidia Staroń (12 188) Beata Bublewicz (5198) | Prawo i Sprawiedliwość Jerzy Gosiewski (3782) Iwona Arent (2585) Tadeusz Plawgo (2213) |                                                                                                   | Sojusz Lewicy Demokratycznej Tadeusz Iwiński (9734) |                                                                                                   | Samoobrona Rzeczpospolitej Polskiej Mieczysław Aszkiełowicz (5892)                                           | Polskie Stronnictwo Ludowe Zbigniew Włodkowski (2842)                                             |                                                                                                   | Liga Polskich Rodzin Edward Ośko (5725)                                                           |                                                                                                   |                                                                                                   |                                                                                                   |
| Województwo wielkopolskie       | | |                                                                                                   | |                                                                                                   | |                                                                                                   |                                                                                                   |                                                                                                   |                                                                                                   |                                                                                                   |                                                                                                   |
| Nr                              | Posłowie wybrani z list poszczególnych komitetów wyborczych (w nawiasach liczba zdobytych głosów) | Posłowie wybrani z list poszczególnych komitetów wyborczych (w nawiasach liczba zdobytych głosów) | Posłowie wybrani z list poszczególnych komitetów wyborczych (w nawiasach liczba zdobytych głosów) | Posłowie wybrani z list poszczególnych komitetów wyborczych (w nawiasach liczba zdobytych głosów)                                                                                                | Posłowie wybrani z list poszczególnych komitetów wyborczych (w nawiasach liczba zdobytych głosów) | Posłowie wybrani z list poszczególnych komitetów wyborczych (w nawiasach liczba zdobytych głosów)            | Posłowie wybrani z list poszczególnych komitetów wyborczych (w nawiasach liczba zdobytych głosów) | Posłowie wybrani z list poszczególnych komitetów wyborczych (w nawiasach liczba zdobytych głosów) | Posłowie wybrani z list poszczególnych komitetów wyborczych (w nawiasach liczba zdobytych głosów) | Posłowie wybrani z list poszczególnych komitetów wyborczych (w nawiasach liczba zdobytych głosów) | Posłowie wybrani z list poszczególnych komitetów wyborczych (w nawiasach liczba zdobytych głosów) | Posłowie wybrani z list poszczególnych komitetów wyborczych (w nawiasach liczba zdobytych głosów) |
| 36                              | | Platforma Obywatelska RP Wojciech Ziemniak (13 193) Rafał Grupiński (8168) Jarosław Urbaniak (7400) |                                                                                                   | Prawo i Sprawiedliwość Witold Czarnecki (12 826) Andrzej Dera (7520) Adam Rogacki (6905) |                                                                                                   | Samoobrona Rzeczpospolitej Polskiej Tadeusz Dębicki (10 027) Bernard Ptak (7023)                             |                                                                                                   | Sojusz Lewicy Demokratycznej Grzegorz Woźny (9178) Wiesław Szczepański (8253)                     |                                                                                                   | Polskie Stronnictwo Ludowe Andrzej Grzyb (7986)                                                   |                                                                                                   | Liga Polskich Rodzin Elżbieta Ratajczak (8342)                                                    |
| 37                              | | Samoobrona Rzeczpospolitej Polskiej Alfred Budner (16 075) Józef Pilarz (6083) Andrzej Ruciński (2366) | Prawo i Sprawiedliwość Adam Hofman (10 994) Zbigniew Dolata (9880)                                | | Platforma Obywatelska RP Tomasz Nowak (9559) Paweł Arndt (6546)                                   | Sojusz Lewicy Demokratycznej Tadeusz Tomaszewski (12 213)                                                    | Polskie Stronnictwo Ludowe Eugeniusz Grzeszczak (5181)                                            |                                                                                                   |                                                                                                   |                                                                                                   |                                                                                                   |                                                                                                   |
| 38                              | | Platforma Obywatelska RP Adam Szejnfeld (26 568) Stanisław Chmielewski (3419) Jakub Rutnicki (3182) | Prawo i Sprawiedliwość Maks Kraczkowski (10 458) Krzysztof Czarnecki (3406)                       | | Sojusz Lewicy Demokratycznej Stanisław Stec (9944) Stanisław Piosik (5105)                        | | Samoobrona Rzeczpospolitej Polskiej Renata Beger (10 537)                                         | Polskie Stronnictwo Ludowe Stanisław Kalemba (7830)                                               |                                                                                                   |                                                                                                   |                                                                                                   |                                                                                                   |
| 39                              | Platforma Obywatelska RP Waldy Dzikowski (54 959) Michał Stuligrosz (12 659) Arkady Fiedler (9920) Maria Pasło-Wiśniewska (7062) Dariusz Lipiński (4482)                                                        | Prawo i Sprawiedliwość Jacek Tomczak (17 991) Jan Libicki (17 503) Małgorzata Stryjska (12 791) Tomasz Górski (8664)                                                                                                 | Sojusz Lewicy Demokratycznej Krystyna Łybacka (18 637)                                            | |                                                                                                   | |                                                                                                   |                                                                                                   |                                                                                                   |                                                                                                   |                                                                                                   |                                                                                                   |
| Województwo zachodniopomorskie  | | |                                                                                                   | |                                                                                                   | |                                                                                                   |                                                                                                   |                                                                                                   |                                                                                                   |                                                                                                   |                                                                                                   |
| Nr                              | Posłowie wybrani z list poszczególnych komitetów wyborczych (w nawiasach liczba zdobytych głosów) | Posłowie wybrani z list poszczególnych komitetów wyborczych (w nawiasach liczba zdobytych głosów) | Posłowie wybrani z list poszczególnych komitetów wyborczych (w nawiasach liczba zdobytych głosów) | Posłowie wybrani z list poszczególnych komitetów wyborczych (w nawiasach liczba zdobytych głosów)                                                                                                | Posłowie wybrani z list poszczególnych komitetów wyborczych (w nawiasach liczba zdobytych głosów) | Posłowie wybrani z list poszczególnych komitetów wyborczych (w nawiasach liczba zdobytych głosów)            | Posłowie wybrani z list poszczególnych komitetów wyborczych (w nawiasach liczba zdobytych głosów) | Posłowie wybrani z list poszczególnych komitetów wyborczych (w nawiasach liczba zdobytych głosów) | Posłowie wybrani z list poszczególnych komitetów wyborczych (w nawiasach liczba zdobytych głosów) | Posłowie wybrani z list poszczególnych komitetów wyborczych (w nawiasach liczba zdobytych głosów) | Posłowie wybrani z list poszczególnych komitetów wyborczych (w nawiasach liczba zdobytych głosów) | Posłowie wybrani z list poszczególnych komitetów wyborczych (w nawiasach liczba zdobytych głosów) |
| 40                              | | Samoobrona Rzeczpospolitej Polskiej Andrzej Lepper (33 535) Jan Łączny (2229) Jan Bednarek (1102) |                                                                                                   | Platforma Obywatelska RP Sebastian Karpiniuk (9767) Stanisław Gawłowski (7879) |                                                                                                   | Prawo i Sprawiedliwość Czesław Hoc (10 746) Marian Goliński (5408)                                           |                                                                                                   | Sojusz Lewicy Demokratycznej Stanisław Wziątek (8887)                                             |                                                                                                   |                                                                                                   |                                                                                                   |                                                                                                   |
| 41                              | | Platforma Obywatelska RP Krzysztof Zaremba (22 812) Sławomir Nitras (14 238) Arkadiusz Litwiński (7794) Magdalena Kochan (6294)                                                                                      |                                                                                                   | Prawo i Sprawiedliwość Joachim Brudziński (14 731) Mirosława Masłowska (7675) Leszek Dobrzyński (7136) Michał Jach (5724)                                                                        |                                                                                                   | Sojusz Lewicy Demokratycznej Jacek Piechota (17 257) Grzegorz Napieralski (14 673)                           |                                                                                                   | Samoobrona Rzeczpospolitej Polskiej Regina Wasilewska-Kita (6890) Mateusz Piskorski (5610)        |                                                                                                   | Liga Polskich Rodzin Rafał Wiechecki (6058)                                                       |                                                                                                   |                                                                                                   |